# London Stadion
A London Stadion (korábban: Olimpiai Stadion vagy Stadion az Erzsébet királynő olimpiai parkban) stadion az Erzsébet királynő olimpiai parkban, London Stratford kerületében, 10 kilométerre a városközponttól. A stadiont a 2012-es nyári olimpiai játékokra építették, a nyitó-, és záró-ceremóniák helyszíne volt, illetve az atlétikai eseményeket is itt tartották. Az olimpia után felújították, jelenleg a Premier League-ben szereplő West Ham United otthona.
Az első felkészüléseket 2007-ben tették meg, az építkezés hivatalosan 2008. május 22-én kezdődött. A stadion első hivatalos eseményét 2012 márciusában rendezték, egy jótékonysági futóverseny céljaként. Az olimpia és a paralimpia idején befogadóképessége 80 000 fő volt, majd 2016-ban nyitották meg újra, lecsökkentett, 66 000 fős befogadóképességgel. Ezt a számot 60 000-re korlátozták labdarúgó mérkőzések során. A döntés, hogy a West Ham United otthona lesz a stadion, vitatott volt, hiszen a Tottenham Hotspur is pályázott a stadionra. Érdeklődők között volt még több krikett-, és rögbicsapat, a Major League Baseball, a National Football League és a Leyton Orient is.

## Megközelíthetőség
| Service                 | Megállók                                            | Vonal                                                                            |
| ----------------------- | --------------------------------------------------- | -------------------------------------------------------------------------------- |
| London Overground       | Hackney Wick Stratford                              | North London Line                                                                |
| Docklands Light Railway | Pudding Mill Lane Stratford Stratford International | Lewisham/Canary Wharf-Stratford Stratford International–Beckton/Woolwich Arsenal |
| London Underground      | Stratford                                           | Central line                                                                     |
| National Rail           | Stratford                                           | Great Eastern Main Line West Anglia Main Line Lea Valley Lines                   |
| National Rail           | Stratford International                             | High Speed 1                                                                     |
| Elizabeth               | Stratford                                           | Elizabeth                                                                        |